# Jonathan Sumption
Jonathan Philip Chadwick Sumption, Lord Sumption, OBE, PC, FSA, FRHistS, KC (Lambeth, 9 dicembre 1948), è un magistrato e storico britannico, avvocato ed ex giudice anziano che ha fatto parte della Corte suprema del Regno Unito tra il 2012 e il 2018, nonché giudice non permanente della Corte d'appello finale di Hong Kong dal 2019 al 2024.
Sumption è stato nominato giudice della Corte Suprema l'11 gennaio 2012, succedendo a Lawrence Collins, barone Collins di Mapesbury. In via eccezionale, venne nominato alla Corte Suprema direttamente dall'ordine degli avvocati, senza essere stato un giudice a tempo pieno. Si è ritirato dalla Corte Suprema il 9 dicembre 2018, al raggiungimento dell'età pensionabile obbligatoria di 70 anni.
Sumption è noto per il suo ruolo di avvocato in molti casi legali. Tra questi rientrano le apparizioni nell'inchiesta Hutton per conto del governo di Sua Maestà, nel caso Three Rivers, la sua rappresentanza dell'ex ministro del governo Stephen Byers e del Dipartimento dei trasporti nell'azione degli azionisti privati di Railtrack contro il governo britannico nel 2005, per aver difeso il governo di Sua Maestà in un'udienza di appello intentata da Binyam Mohamed, e per aver difeso con successo il miliardario russo Roman Abramovič in una causa privata intentata da Boris Abramovič Berezovskij.
Ex accademico, Sumption è stato nominato Ufficiale dell'Ordine dell'Impero Britannico (OBE) nel New Year Honours del 2003 ed è anche noto per aver scritto una consistente storia narrativa della Guerra dei cent'anni in cinque volumi. Sumption è stato eletto membro della Royal Historical Society (FRHistS) e della Society of Antiquaries of London (FSA).
Durante la pandemia di COVID-19, Sumption ha criticato i lockdown e le politiche associate del governo britannico come economicamente dannosi.

## Primi anni di vita e istruzione
Jonathan Sumption è il maggiore dei quattro figli di Anthony Sumption, un decorato ufficiale della Royal Navy e avvocato, e Hilda Hedigan.  Studiò all'Eton College, dove a 15 anni era l'ultimo della sua classe. Ha studiato Storia medievale al Magdalen College di Oxford dal 1967 al 1970, laureandosi con lode. Fu eletto fellow del Magdalen College, insegnando e scrivendo libri sulla storia medievale dal 1971 al 1975 prima di lasciare per intraprendere la carriera legale. Ammesso all'albo degli avvocati dell'Inner Temple nel 1975, ha poi esercitato con successo la professione forense nel campo del diritto commerciale.
Negli anni settanta, Sumption prestò servizio come consigliere del parlamentare conservatore e ministro di gabinetto Sir Keith Joseph. Nel 1974 Joseph e Margaret Thatcher fondarono insieme il Centre for Policy Studies come think tank per il Partito Conservatore, e Sumption ne divenne uno dei primi dipendenti, lavorando come speechwriter per Joseph. Sumption e Joseph scrissero insieme un libro nel 1979, Equality, cercando di dimostrare che «non sono mai stati avanzati argomenti convincenti per una società equa» e che «nessuna società del genere è mai stata creata con successo».
Verso la fine degli anni settanta Sumption era collaboratore abituale del The Sunday Telegraph.

## Carriera legale
Sumption entrò a far parte della Brick Court Chambers nel 1975, dove rimase per tutta la sua carriera di avvocato in diritto commerciale. Nel 1986, alla relativamente giovane età di 38 anni, venne nominato Queen's Counsel (QC) e nel 1991 venne eletto bencher dell'Inner Temple. Ha prestato servizio come giudice aggiunto dell'Alta Corte nella divisione della cancelleria e come giudice della Corte d'appello di Jersey e della Corte d'appello di Guernsey. Nel 2005, Sumption divenne co-direttore della Brick Court Chambers. È stato membro della Commissione per le nomine giudiziarie fino alla sua nomina alla Corte Suprema.
Il 30 novembre 2007, quando era avvocato in attività, Sumption rappresentò con successo se stesso davanti al giudice Andrew Collins, in una richiesta di judicial review presso la Corte amministrativa riguardante uno sviluppo immobiliare proposto vicino alla sua casa a Greenwich.

### Guadagni come avvocato
The Guardian una volta lo descrisse come un membro del "club del milione all'anno", il gruppo d'élite di avvocati che guadagnano più di un milione di sterline all'anno. In una lettera al The Guardian del 2001, Sumption ha paragonato i suoi "miseri 1,6 milioni di sterline all'anno" alle cifre molto più elevate che vengono pagate a individui simili nel mondo degli affari, dello sport e dello spettacolo.
Per un processo di quattro settimane (e tutto il lavoro preparatorio) tenutosi nel Regno Unito nel 2005, ha chiesto 800.000 sterline per rappresentare il governo di Sua Maestà nella più grande class action mai tenutasi nel Regno Unito, intentata da 49.500 azionisti privati della fallita società nazionale di infrastrutture ferroviarie Railtrack. Il governo aveva in gioco denaro e reputazione, e il caso esaminava alcune delle azioni del governo di Sua Maestà, in particolare dell'ex segretario ai trasporti Stephen Byers. Byers è stato l'unico ex ministro a essere controinterrogato, in tempi moderni, presso l'Alta Corte in relazione alle proprie azioni: il governo britannico vinse la causa.
Sumption ha guadagnato 7,8 milioni di sterline per la sua difesa di Roman Abramovič nel caso Berezovsky contro Abramovič del 2012. Si ritiene che questa sia la tariffa più alta mai guadagnata nella storia legale britannica.

## Carriera giudiziaria
Il 4 maggio 2011 è stata annunciata la nomina di Sumption a giudice della Corte Suprema. Dopo il giuramento, l'11 gennaio 2012, assunse il titolo di cortesia giudiziaria di Lord Sumption in virtù di un mandato reale (con il quale a tutti i membri della Corte Suprema, anche se non possiedono un titolo nobiliare, viene accordato il titolo di "Lord" a vita).
Sumption è stato nominato membro del Consiglio privato il 14 dicembre 2011 prima di entrare a far parte della Corte, i cui giudici sono anche membri del Comitato giudiziario del Consiglio privato. Si è ritirato dalla Corte Suprema il 9 dicembre 2018.
Sumption è il primo avvocato nominato alla Corte Suprema a non aver precedentemente ricoperto la carica di giudice a tempo pieno dalla sua istituzione nel 2009. Ci furono solo cinque nomine di questo tipo come Law Lords presso l'organismo che ha preceduto la Corte, il Comitato d'appello della Camera dei Lord. Due di loro erano avvocati scozzesi: Lord Macmillan nel 1930 e Lord Reid nel 1948; gli altri erano Lord Macnaghten (1887), Lord Carson (1921) e Lord Radcliffe (1949).
Dopo il suo pensionamento, Sumption ha fatto parte del Collegio supplementare della Corte Suprema dal 13 dicembre 2018 al 30 gennaio 2021. Si è ritirato volontariamente nel 2021 perché riteneva inappropriato far parte del panel alla luce delle sue critiche pubbliche al governo.
Il 13 dicembre 2019, Sumption è stato nominato giudice non permanente della Corte d'appello finale di Hong Kong dal capo dell'esecutivo di Hong Kong Carrie Lam. Dopo aver prestato giuramento di fedeltà a Hong Kong quale regione amministrativa speciale della Repubblica Popolare Cinese come parte del giuramento giudiziario, Lord Sumption ha ufficialmente iniziato il suo incarico di giudice di Hong Kong il 18 dicembre 2019. In precedenza era comparso come avvocato presso la Corte d'appello finale in numerosi casi. Il 6 giugno 2024, Lord Sumption si è dimesso da giudice non permanente insieme a Lord Collins di Mapesbury, citando la situazione politica.

## Storico

### La guerra dei cent'anni
La storia narrativa di Sumption sulla guerra dei cent'anni tra Inghilterra e Francia (di cui sono stati pubblicati cinque volumi, tra il 1990 e il 2023) è stata ampiamente elogiata come "un'opera che si è guadagnata un posto accanto a A History of the Crusades di Steven Runciman", secondo Frederic Raphael, e come un'opera che "impiega un'enorme varietà di materiale documentario ... e lo interpreta con simpatia fantasiosa e intelligente" ed è "scritta in modo elegante" (Rosamond McKitterick, Evening Standard); per Allan Massie è "un'impresa su scala veramente vittoriana ... Ciò che è più impressionante di quest'opera, a parte la padronanza del materiale da parte dell'autore e il modo in cui lo impiega, è la sua intelligenza politica". Il volume I (che copre gli anni dal funerale di Carlo IV di Francia nel 1329 alla resa di Calais nel 1347) fu pubblicato per la prima volta nel 1990. Il volume II (che copre gli anni dal 1347 al 1369) è stato pubblicato nel 1999. Il volume III (che copre gli anni dal 1369 al 1399) è apparso nel 2009. Il volume IV (che copre gli anni dal 1399 al 1422) è apparso nel 2015, in occasione del 600º anniversario della battaglia di Azincourt. Il volume V (che copre gli anni dal 1422 al 1453) è stato pubblicato nel 2023.
Sumption è stato elogiato per uno stile di prosa conciso e raffinato, che lui attribuisce alla sua riluttanza a usare cliché. Ammira Edward Gibbon ma sottolinea che "se qualcuno scrivesse come lui oggi verrebbe liquidato come un pomposo scoreggione".

## Visioni politiche
Sumption è stato descritto come un "neoliberista conservatore e libertario". Nel 1974, ha lavorato con il parlamentare conservatore Sir Keith Joseph presso il Centre for Policy Studies, un think-tank economico liberale. Tuttavia, a quel tempo era un sostenitore del partito laburista e in seguito votò per Tony Blair.
Ha affermato che un tentativo di raggiungere rapidamente l'uguaglianza di genere nella Corte Suprema attraverso quote o discriminazione positiva potrebbe finire per scoraggiare i candidati migliori, poiché questi non crederebbero più in un processo di selezione basato sul merito, e "avrebbe conseguenze spaventose per la giustizia". Ha criticato il processo di nomina giudiziaria negli Stati Uniti, in cui i politici interrogano i nominati giudiziari sulle loro opinioni,  e ha descritto la proposta dell'ex procuratore generale per l'Inghilterra e il Galles Sir Geoffrey Cox per adottare un sistema simile come "una delle idee più mal pensate mai emerse da un governo risentito e frustrato dalla sua incapacità di fare ciò che vuole".
Ha criticato il programma di storia insegnato nelle scuole inglesi definendolo "spaventosamente ristretto", avvertendo che costringendo gli studenti a studiare il periodo 1918-1945 come a sé stante "viene loro insegnato qualcosa sulla Germania e l'Europa durante il loro periodo più aberrante". Ritiene che la storia non debba essere soggetta a richieste di scuse una volta che i responsabili delle ingiustizie non sono più in vita, descrivendo le scuse per eventi come la carestia irlandese e il genocidio armeno come "moralmente inutili", pur affermando che che "abbiamo il dovere di capire perché le cose sono andate come sono andate" e che ci sono "lezioni da imparare". Sulla scia delle proteste del movimento Black Lives Matter seguite all'omicidio di George Floyd nel maggio 2020 a Minneapolis, negli Stati Uniti, Sumption ha criticato la rimozione dei monumenti, sostenendo che le persone del passato non condividevano i valori del presente e definendola "una cosa irrazionale e assurda da fare".
Nel 2023, il New Statesman lo ha nominato come la 47a figura di destra più influente nella politica britannica.

### La Brexit
Ha votato per rimanere nell'Unione europea nel referendum del 2016, descrivendo la decisione di andarsene come "un grave errore che causerà danni duraturi alla nostra economia" e affermando che "la Gran Bretagna sarà dominata dall'Unione Europea, indipendentemente dal fatto che ne facciamo parte o meno". Tuttavia, egli riteneva che ci fossero forti argomenti a favore della Brexit basati sulla sovranità nazionale e sull’identità. Disse che i leavers, "non erano pazzi. Non sono irrazionali, non sono ingenui e non sono stati ingannati". Scrisse inoltre che "tutte queste spiegazioni paternalistiche della loro decisione mi sembrano semplici tentativi di eludere verità sgradevoli".

### Controllo giurisdizionale e politica
Sumption ha esposto in dettaglio le sue preoccupazioni in merito al rapporto tra magistratura e politica in diverse lezioni e libri, in particolare nei suoi libri Trials of the State: Law and the Decline of Politics (2019) e Law in a Time of Crisis (2021). Egli sostiene che a partire dagli anni sessanta, ma in particolare negli ultimi anni, i tribunali hanno minato i processi politici e le istituzioni del parlamento, giudicando su questioni che dovrebbero essere prerogative di politici e ministri eletti. Egli critica specificamente l'espansione del controllo giurisdizionale, affermando che "ha teso a intromettersi in aree che appartengono al parlamento e ai ministri responsabili nei confronti del parlamento", e ha criticato i poteri interpretativi conferiti dallo Human Rights Act del 1998. Egli sostiene che le figure politiche sono maggiormente responsabili in via democratica nei confronti del pubblico per le decisioni che prendono, a differenza dei giudici che non sono eletti e sono difficili da rimuovere dall'incarico. Ha criticato la Corte europea dei diritti dell'uomo (CEDU), che interpreta e giudica la Convenzione europea dei diritti dell'uomo. Ha paragonato i valori della CEDU e quelli delle dittature postbelliche dell'Europa orientale, affermando che "entrambi impiegano il concetto di democrazia come termine generalizzato di approvazione di un insieme di valori politici". Egli definisce il testo della convenzione come “totalmente ammirevole” ma sostiene che la Corte di Strasburgo ha interpretato e sviluppato i diritti in modo molto ampio, andando oltre il loro significato originario e nella misura in cui i diritti coprono questioni che sono propriamente di competenza degli organi legislativi eletti. Ha criticato la dottrina dello "strumento vivente", in particolare per quanto riguarda l'articolo 8 della convenzione, che descrive come "l'esempio più eclatante di questo tipo di missione strisciante". Ha affermato che se non ci fosse stato un cambiamento significativo nell'approccio della Corte di Strasburgo, avrebbe sostenuto il ritiro dalla convenzione.

### Pandemia di covid-19
Sumption è stato molto critico nei confronti dei lockdown deciso dal governo britannico durante la pandemia di COVID-19, per motivi di libertà civile, considerandolo una china scivolosa, criticando anche la base giuridica per la loro promulgazione e l'applicabilità delle misure di controllo del COVID-19. Ha anche messo in dubbio se il virus fosse abbastanza grave da giustificare misure restrittive, sostenendo anche che gli effetti dei lockdown potrebbero essere peggiori degli effetti del virus stesso, suscitando polemiche e dibattiti nei media britannici.
Il 17 gennaio 2021, Sumption è apparso su The Big Questions per discutere la questione se il lockdown stesse "punendo troppe persone per il bene comune", e ha affermato (riferendosi al concetto medico di anni di vita aggiustati per qualità) che "non accetto che tutte le vite abbiano lo stesso valore. La vita dei miei figli e dei miei nipoti vale molto di più della mia perché ne hanno molta di più davanti". Quando una paziente malata di cancro che prendeva parte al dibattito ha affermato che stava dicendo che la sua vita "non aveva valore", Sumption l'ha interrotta, dicendo: "Non ho detto che la tua vita non aveva valore, ho detto che aveva meno valore". Gli esperti sanitari hanno criticato le sue opinioni, affermando che il concetto di "anni di vita aggiustati per qualità" è utile principalmente per i dibattiti sull'allocazione delle scarse risorse sanitarie e potrebbe non essere utile per la discussione di un blocco nazionale.
Nel luglio 2021, Full Fact ha concluso in un articolo di verifica dei fatti che Sumption aveva "commesso diversi errori con i dati Covid-19 quando parlava della malattia" nel programma Today di BBC Radio 4. Ciò includeva dichiarazioni errate secondo cui molte morti registrate per COVID-19 erano persone che avevano avuto il virus ma erano morte per cause non correlate, che le persone che erano morte per COVID-19 "sarebbero probabilmente morte entro un anno dopo" (in media, le vittime britanniche di COVID-19 hanno perso circa un decennio di vita), e che solo "centinaia" di persone senza condizioni mediche preesistenti nel Regno Unito erano morte per Covid-19 (la cifra vera, fino alla fine di marzo 2021, era di 15.883 nei soli Inghilterra e Galles).
Il professore di salute e diritto John Coggon ha criticato le argomentazioni filosofiche e legali di Sumption contro le restrizioni dovute al COVID-19 nel Journal of Medical Ethics; ha anche contrapposto le argomentazioni libertarie di Sumption contro tali restrizioni con le argomentazioni da lui stesso avanzate contro il diritto a morire quando ha emesso la sua sentenza in R (Nicklinson) v Ministry of Justice, quando ha sostenuto che il principio morale della sacralità della vita dovrebbe essere protetto dalla legge.

## Vita privata
Sumption ha sposato Teresa Whelan da cui ha avuto due figlie, un figlio e cinque nipoti. Vive a Greenwich e ha una seconda casa, un castello nel villaggio di Berbiguières in Dordogna, nel sud della Francia che descrive come "difficile da non notare [...] delle dimensioni del resto del villaggio messo insieme".
Sumption parla correntemente francese e italiano e legge spagnolo, olandese, portoghese, catalano e latino. Di sé dice: "raramente imparavo le lingue usando delle guide, preferivo invece arrangiarmi su un testo con un dizionario al mio fianco."
Appassionato di opera, è direttore dell'English National Opera e governatore della Royal Academy of Music.

## Opere
- Jonathan Sumption, Pilgrimage: An Image of Medieval Religion, Faber & Faber, 1975, ISBN 0-571-10339-1.
  - riedito come  Jonathan Sumption, The Age of Pilgrimage: The Medieval Journey to God, Paulist Press, 2003, ISBN 1-58768-025-4.
- Jonathan Sumption, The Albigensian Crusade, Faber, 1978, ISBN 0-571-11064-9.
- Jonathan Sumption, Equality, J. Murray, 1979, ISBN 0-7195-3651-0. (con Sir Keith Joseph)
- Jonathan Sumption, The Hundred Years War I: Trial by Battle, 1990, ISBN 0-571-13895-0.; paperback (1999) ISBN 978-0-571-20095-5
- Jonathan Sumption, The Hundred Years War II: Trial by Fire, 1999, ISBN 0-571-13896-9.; paperback (2001) ISBN 0-571-20737-5
- Jonathan Sumption, The Hundred Years War III: Divided Houses, University of Pennsylvania Press, 2009, ISBN 978-0-571-13897-5.
- Jonathan Sumption, The Hundred Years War IV: Cursed Kings, University of Pennsylvania Press, 2015, ISBN 978-0-571-27454-3.
- Jonathan Sumption, Trials of the State: Law and the Decline of Politics, Profile Books Limited, 2019, ISBN 978-1-788-16372-9.
- Jonathan Sumption, Law in a Time of Crisis, Profile Books Limited, 2021, ISBN 9781788167116.
- Jonathan Sumption, The Hundred Years War V: Triumph and Illusion, 2023, ISBN 978-0-571-27457-4.